# میرزامحمد ندیم السلطان
میرزامحمد ندیم السلطان وزیر انطباعات در دوران مظفرالدین شاه بود. او در ۱۳۲۱ قمری به این سمت منصوب شد. با انتساب او به وزارت انطباعات در واقع دوره سوم فعالیت این وزارتخانه شروع شد. چندی از شروع به کار او نگذشته بود که مظفرالدین شاه به همراه جمعی از مقامات به اروپا رفتند. در این مدت محمد ندیم السلطان از فشار و نظارت بر مطبوعات کم کرد و برخی از روزنامه نگاران آزادانه در هر چه خواستند نوشتند. بازگشت مظفرالدین شاه و مشاهده شرایط جدید او را بر آن داشست تا ندیم السلطان را برکنار و مجدداً محمدباقر خان اعتمادالسلطنه را به وزارت انطباعات منصوب کند.